# Канадский украинский архив и музей в Альберте
Канадский украинский архив и музей в Альберте (англ. Ukrainian Canadian Archives & Museum of Alberta (UCAMA)) — украинский культурный центр в городе Эдмонтон. Расположен в здании отеля «Лодж» и близлежащих домах по адресу Джаспер Авеню (англ. Jasper Avenue), 9670, включает в себя выставочные залы, хранилище архива и библиотеки, музейные фонды, учебные классы и конференц-залы. Украинский архив и музей преследует ряд задач: создание возможности для изучения украинского языка и культурного наследия в Канаде, расширение коллекции, проведение временных выставок и обновление постоянной экспозиции музея.